# Guido delle Colonne
Guido delle Colonne est un chroniqueur et poète de l'École sicilienne d'expression latine, ayant vécu au XIIIe siècle.

## Biographie
Peut-être né à Messine (à Rome d'après Wikidata), vers 1210, et mort après 1287 si son œuvre en latin se termine à cette date, il est juge de la Curia Stratigoziale de Messine en 1242.
Son œuvre la plus étudiée est un poème en prose intitulé Histoire de la destruction de Troie (Historia destructionis Troiae (la)).
Guido delle Colonne est mentionné par Dante dans son Traité de l'éloquence vulgaire (De vulgari eloquentia 2.5) sous le nom de « judex de Messina ».